# Buléner
A buléner (németül bulleener, szlovákul bulinerčina) ma már kihalóban lévő német nyelvjárás a Gömör-Szepesi-érchegység középső részén, elsősorban az egykori bányavárosban, Dobsinán volt használatos. Városukat Buléniának nevezték, de a szó eredete tisztázatlan. Ma már csak páran beszélik a Rozsnyótól, mintegy 30 km-re fekvő településen. A nyelvjárást beszélő dobsinai németek a bulénerek (szlovákul Bulineri), nyelvi zárványként őrizték meg a szászországi német 14. századi változatát. Magukat azonban Topschernek (dobsinai) nevezték, mivel a bulénert gúnynévként értelmezték.
Klein Sámuel (1847-1915) Dobsina polgári iskolájának igazgatója adott ki buléner tankönyvet. Ezt a 21. században újra kiadták és lefordították.